# Airbus Helicopters

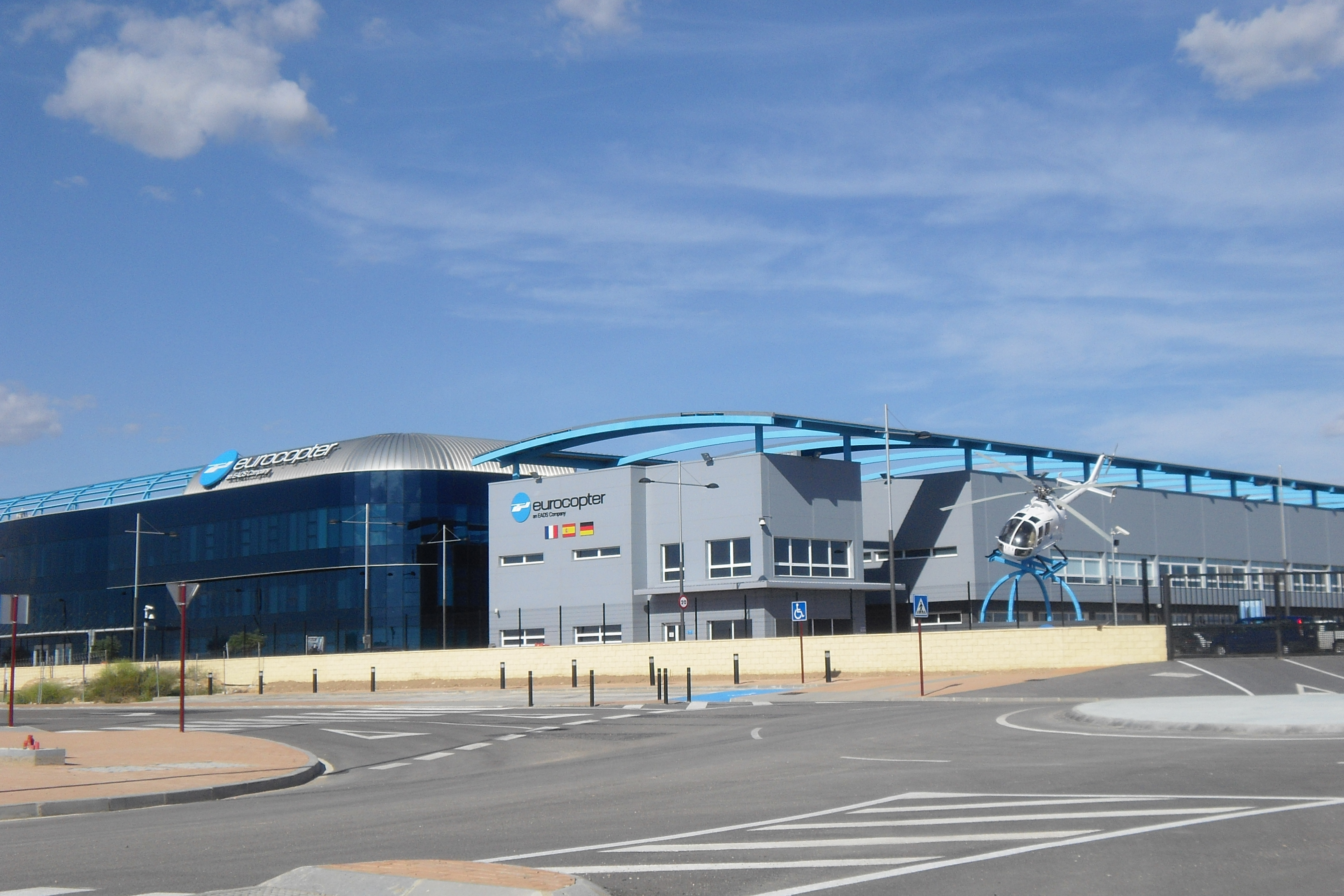
Fàbrica d'Airbus Helicopters a Albacete

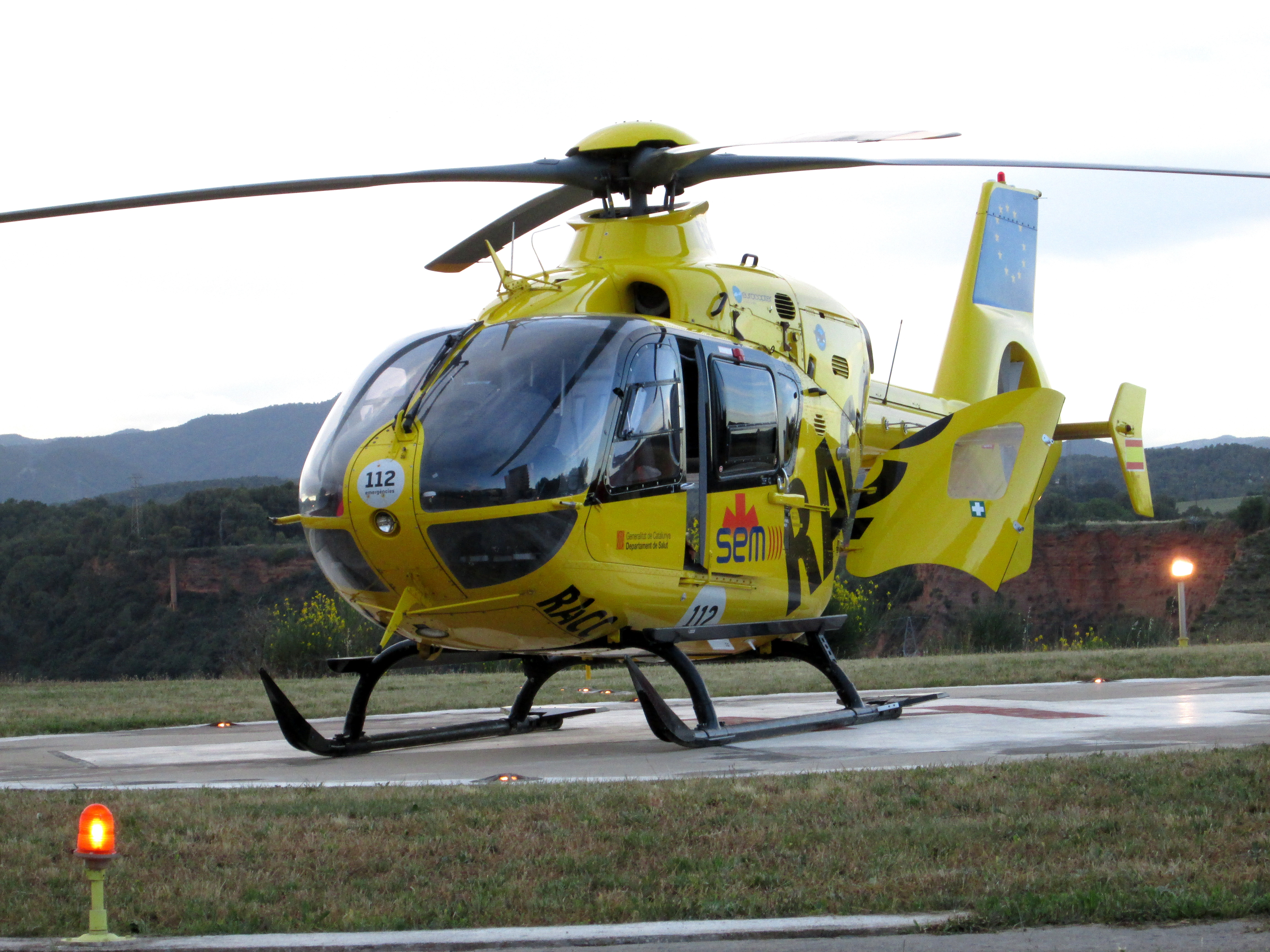
Helicòpter medicalitzat d'Airbus Helicopters utilitzat pel Servei d'Emergències Mèdiques.

Airbus Helicopters (abans Eurocopter) és un fabricant d'helicòpters europeu. És la companyia més gran d'aquesta indústria arreu del món en termes de beneficis i d'helicòpters construïts propulsats amb turboeixos. La seva seu central és a l'aeroport de Marsella-Provença, a Occitània. Les factories principals d'Airbus Helicopters estan situades a la seu de Marinhana (Occitània), a Donauwörth (Alemanya) i a Albacete (Espanya). L'1 de gener de 2014 la companyia va passar d'anomenar-se Eurocopter a Airbus Helicopters.

## Història
Airbus Helicopters s'ha format després de fusions consecutives de diverses empreses constructores d'helicòpters. El grup Eurocopter va ser format el 1992 per la fusió entre les divisions d'helicòpters de la francesa Aérospatiale i l'alemanya Daimler-Benz Aerospace. Companyies que recollien l'herència dels pioners com Louis Blériot a França i Messerschmitt i Focke-Wulf a Alemanya.

## Models d'helicòpters
Després del canvi de nom de la companyia a Airbus Helicopters la companyia han reanomenat la majoria dels seus productes amb un sistema simplificat amb H + el codi de l'helicòpter (ascendent en relació al pes) + M (només per a les versions militars):
| Nom comercial anterior | Nou nom comercial | Nou nom comercial |
| Civil o militar        | Civil             | Militar           |
| ---------------------- | ----------------- | ----------------- |
| EC120 B                | H120              | –                 |
| AS350 B2               | AS350 B2          | –                 |
| AS350 B3e              | H125              | –                 |
| AS550 C3e              | –                 | H125M             |
| EC130 T2               | H130              | –                 |
| EC135 T3/P3            | H135              | –                 |
| EC635 T2e/P2e          | –                 | H135M             |
| EC145e                 | EC145             | –                 |
| EC145 T2               | H145              | –                 |
| EC645 T2               | –                 | H145M             |
| AS365 N3+              | AS365 N3+         | –                 |
| AS565 MBe              | –                 | AS565 MBe         |
| EC155 B1               | H155              | –                 |
| X4                     | H160              | –                 |
| EC175                  | H175              | –                 |
| AS332 C1e              | AS332 C1e         | –                 |
| AS332 L1e              | AS332 L1e         | –                 |
| AS532 ALe              | –                 | AS532 ALe         |
| EC225e                 | H225              | –                 |
| EC725                  | –                 | H225M             |
| NH90                   | –                 | NH90              |
| Tigre (EC665)          | –                 | Tiger             |

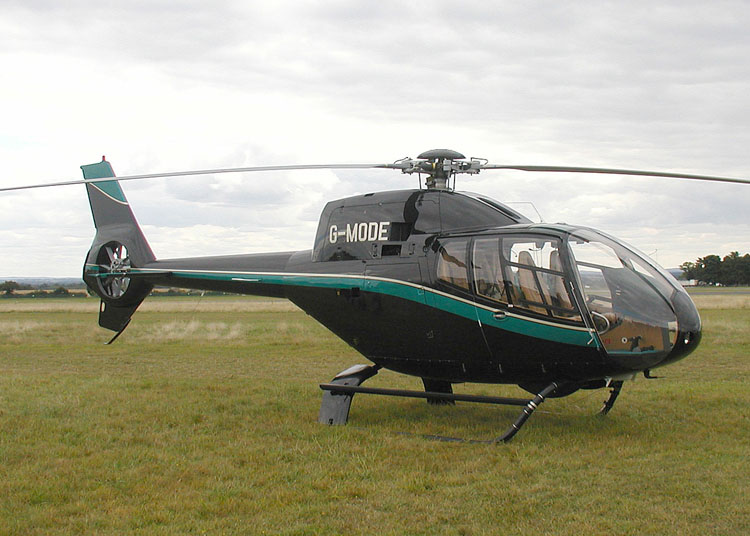
H120
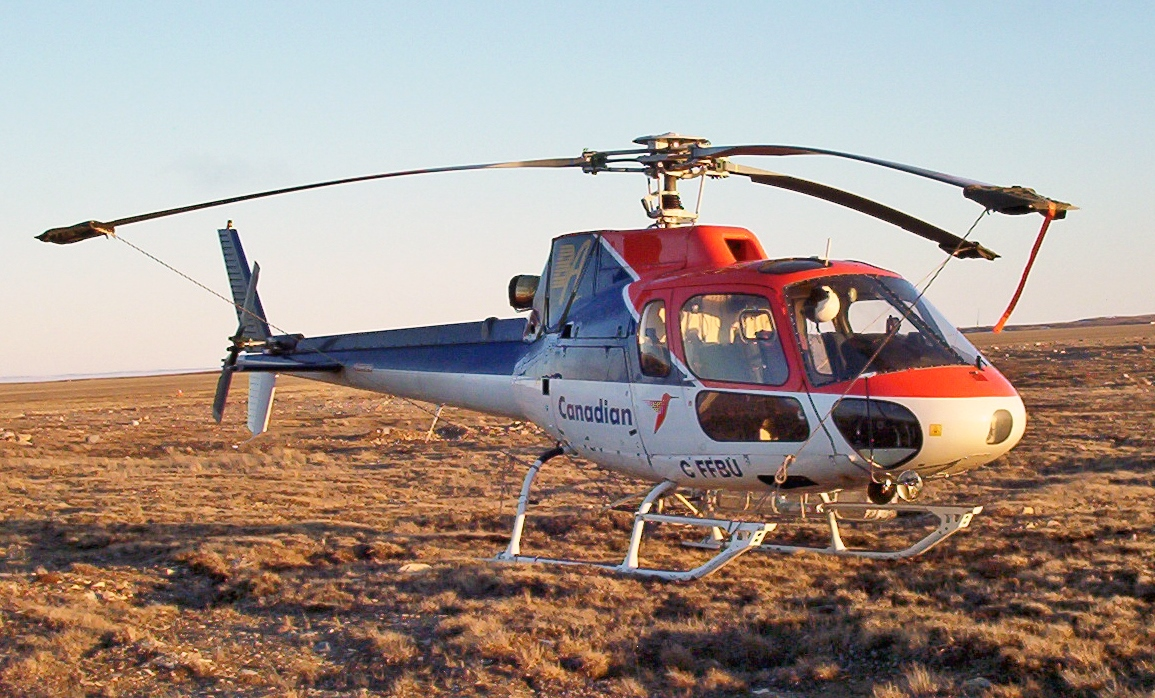
H125
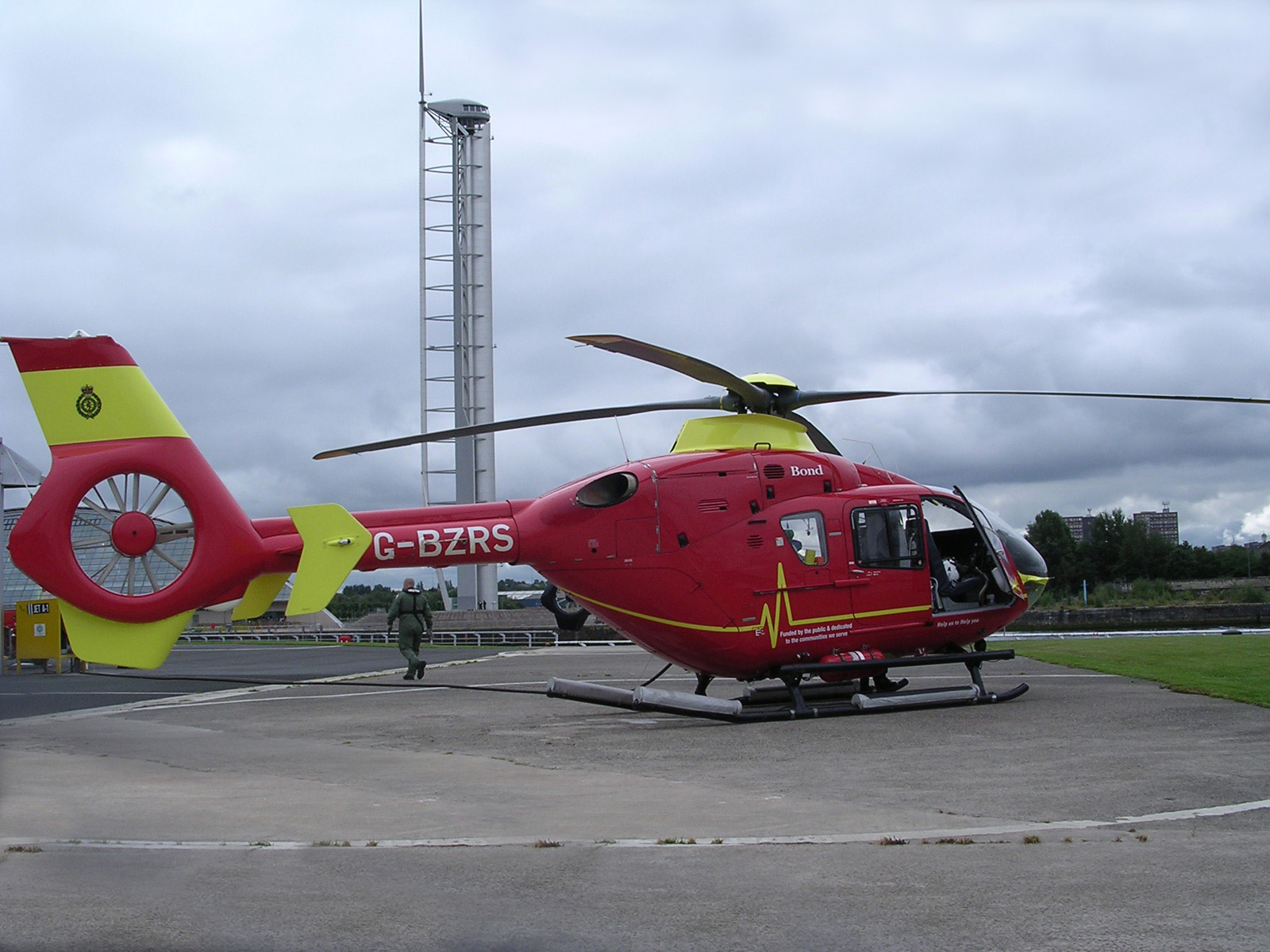
H135
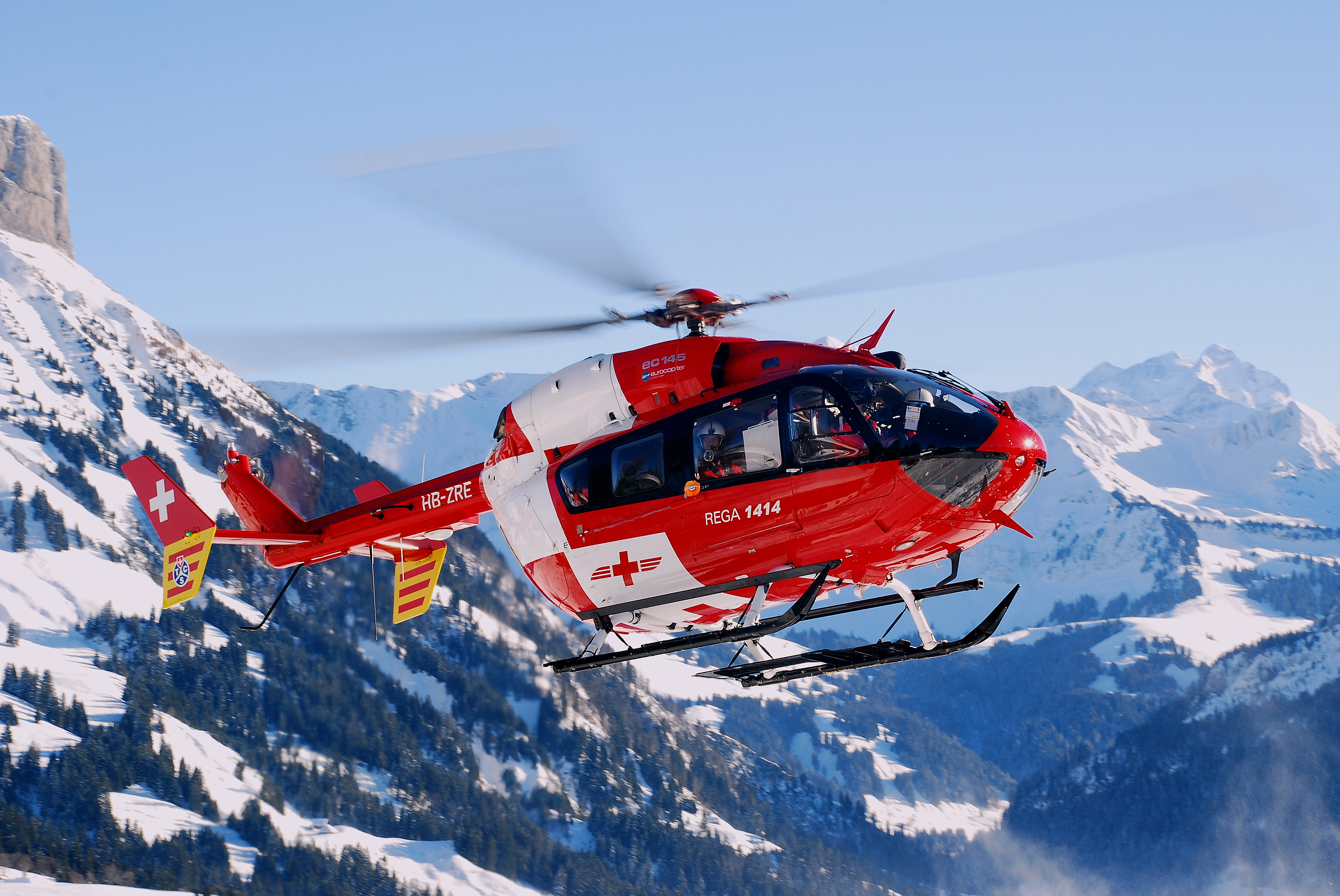
H145
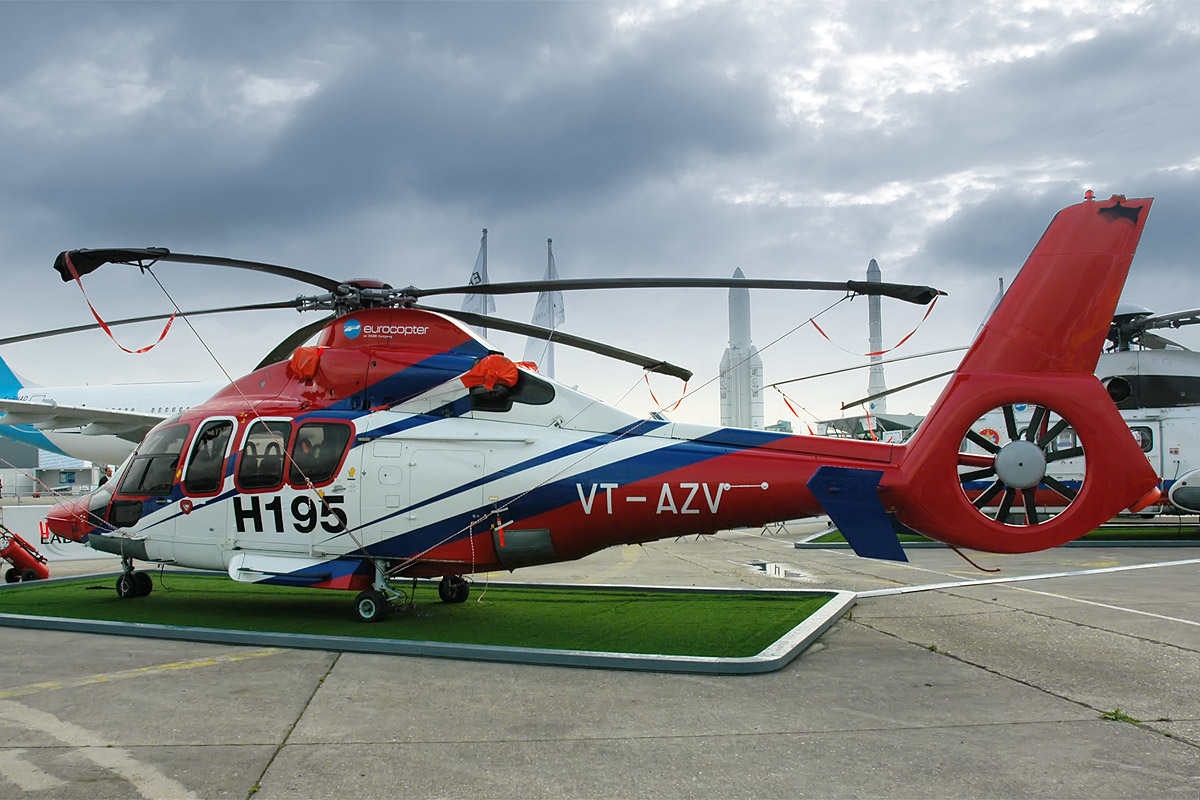
H155
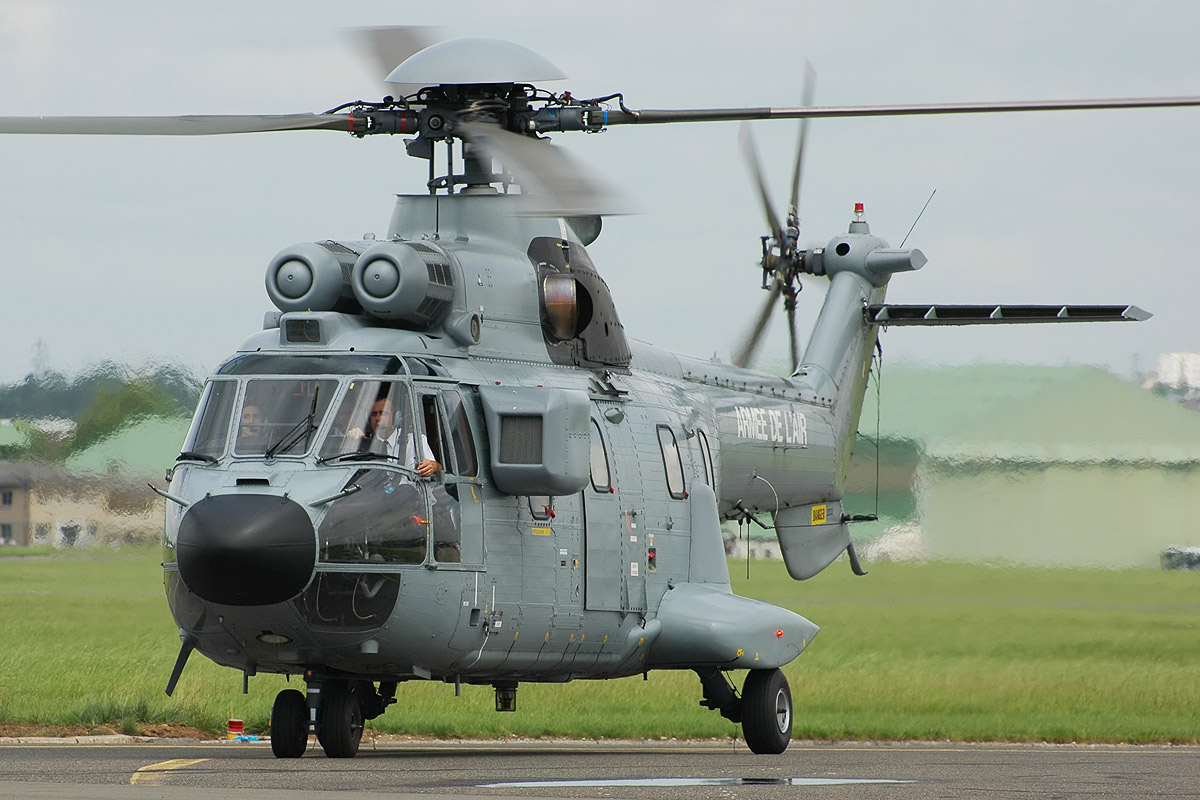
AS532 Super Puma
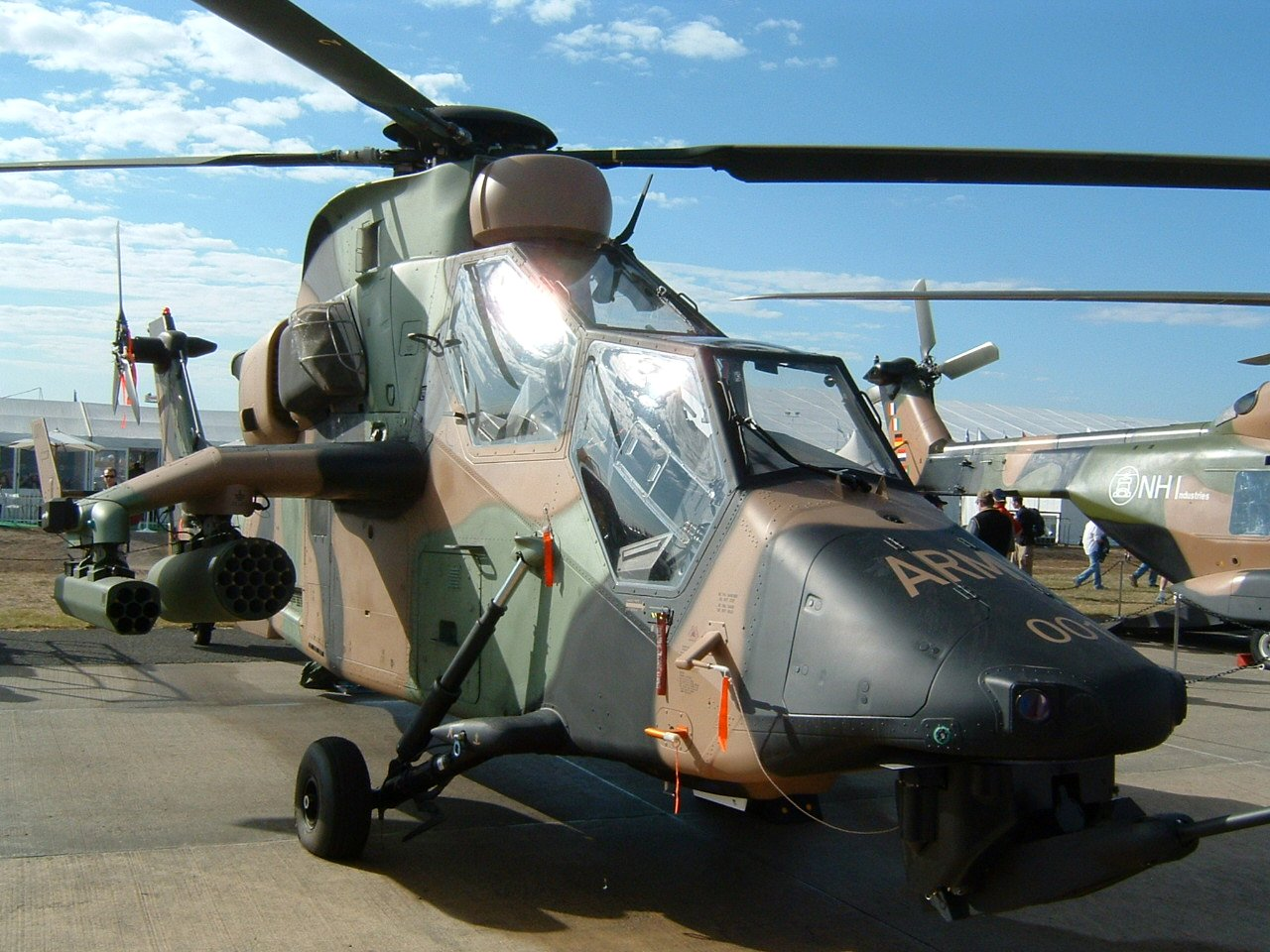
Tiger ARH
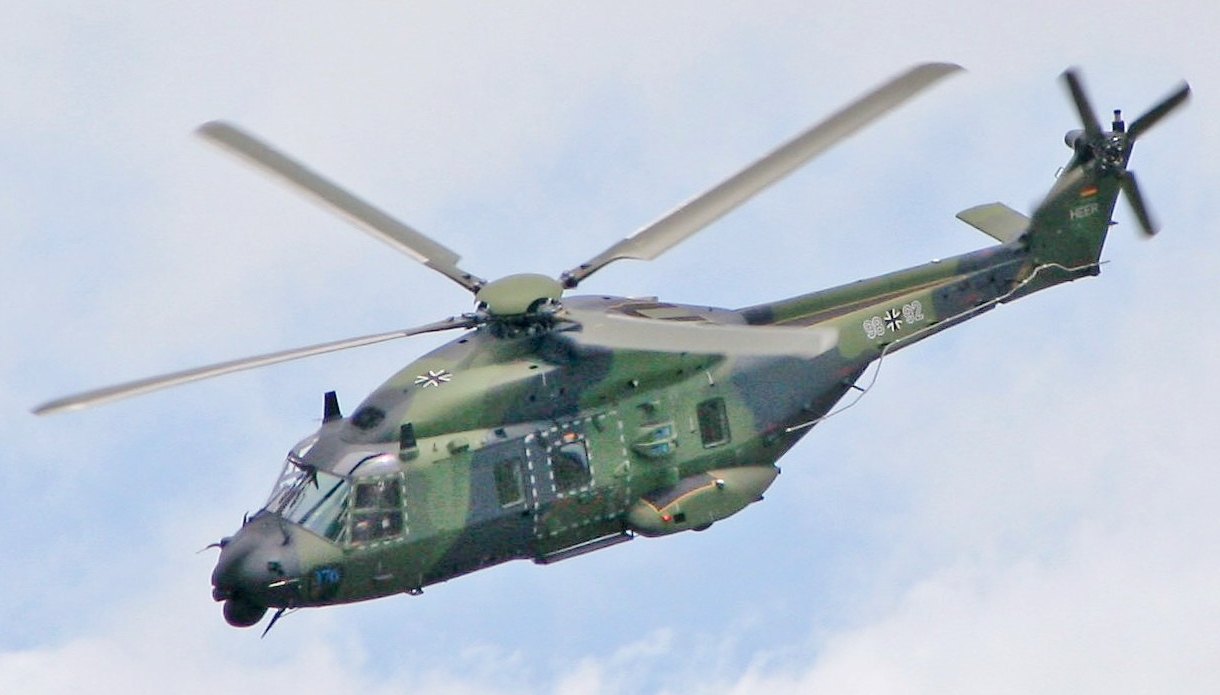
NH90